# تلفزيون الصين المركزي CCTV-6
CCTV-6 هي القناة السادسة التلفزيونية الوطنية لجمهورية الصين الشعبية. و هي قناة سينما تنتمي إلى تلفزيون الصين المركزي (بالماندرين:中国中央电视台)، و هي واحدة من المؤسسات الحكومية الرسمية الصينية.
ظهرت في 1 أكتوبر 1996، و هي قناة متخصصة ضمن مجموعة "CCTV" وتبث على أقمار صناعية مختلفة في جميع أنحاء العالم، 24 ساعة على 24.

## التاريخ
تم إطلاق هذه القناة في 1 يناير 1996 تعمل بالكابل الصيني. و منذ أن أطلقت القناة بدأت بنشر الأفلام من الإنتاج المحلي أو الآسيوي، ثم بعد أشهر من بدأ الخدمة بدأت القناة تبث أفلام عالمية وهي تتراوح بين الترفيه والصور المتحركة والأكشن و الإثارة والرومنسية و الدراما والقصص الواقعية (تاريخية كانت أم وثائقية) و العديد من الأنواع الأخرى.

## البرامج
البرامج التي توجد أسفله هي برامج رسمية يومية وليست قائمة الأفلام التي تعرض في القناة.
- 世界 电影 之 旅 : تقرير عالم السينما
- 中国 电影 报道 : تقرير السينما الصينية
- 光影 周刊 : الفيلم الأسبوعي
- 流 金 岁月 : الوقت الذهبي
- 爱电影系列 : سلسلة أفلام الحب

إضافة إلى مئات الأفلام التي تعرض بعد صدورها في السينما.

## مقالات ذات صلة
- تلفزيون الصين المركزي.
- مقر تلفزيون الصين المركزي.

## روابط خارجية
- الموقع الرسمي لقناة CCTV-6.

لم يتم العثور على روابط لمواقع التواصل الاجتماعي.